# 了無居士
了無居士（1947年3月24日—），本名黃忠霖，高雄縣路竹鄉人，畢業於高雄師範學院英語系，曾任報社採訪主任、副總編輯等職；約20年前了無居士於報章雜誌開始發表命理文章以來，即以發掘傳統命理死角，並打著科學化、學術化、實事求是的純命理觀點。
了無居士目前很少幫人算命，但多年來出版的書籍已達六十多本。

## 著作

### 八字系列
- 《現代人的八字》（高雄河畔版，一九九二年增訂）
- 《八字的世界》（高雄河畔版，一九九二年增訂）
- 《子平真詮現代評註》（龍吟一九九二年版）
- 《用神精華現代評註》（禾馬一九九五年版，大冠二○○六年修訂版）
- 《命理一得現代評註》（禾馬一九九五年版，大冠二○○六年修訂版）
- 《滴天髓闡微現代評註之一》（大冠二○○三年版）
- 《滴天髓闡微現代評註之二》（大冠二○○三年版）
- 《滴天髓闡微現代評註之三》（大冠二○○四年版）
- 《滴天髓闡微現代評註之四》（大冠二○○四年版）
- 《蘭臺妙選現代評註》（大冠二○○四年版）

### 斗數系列
- 《紫微論命》（高雄河畔一九八四版）
- 《現代紫微》（共七冊，龍吟一九九三年增訂）
- 《紫微改錯》（龍吟一九八七年版）
- 《明天他們將做什麼》（時報一九八九版）
- 《原版「斗數宣微」現代評註》（上下兩冊，時報一九八九版）
- 《清朝木刻陳希夷紫微斗數全集現代評註》（時報一九九○版）
- 《斗數疑難100問答古典篇》（時報一九九一年版）
- 《斗數疑難100問答現代篇》（時報一九九一年版）
- 《看誰在主宰台灣》（龍吟一九九二年版）
- 《紫微論命不求人》（時報一九九二年版）
- 《立委選戰，鹿死誰手》（龍吟一九九二年版）
- 《星空燦爛：技術分析篇》（時報一九九三年版）
- 《紫微之路之江湖傳奇》（禾馬一九九四年修訂版）
- 《紫微之路之煙花傳奇》（禾馬一九九四年修訂版）
- 《紫微之路之鴛鴦傳奇》（禾馬一九九四年修訂版）
- 《命理無理：子平合參研究》（時報一九九五年版）
- 《紫微桃花》（禾馬一九九五年版）
- 《秘咒揭開：斗數骨賦現代評註》（上下兩冊，時報一九九七年版）
- 《陳希夷檔案之命盤解碼》（蓮花一九九九年版）
- 《陳希夷檔案之星群解析》（蓮花一九九九年版）
- 《陳希夷檔案之推理解說》（蓮花一九九九年版）
- 《超越算命迷思》（蓮花一九九九年版）
- 《尋找財神》（時報一九九九年版）
- 《天命所歸：你要認命、順命或逆命？》（時報二○○四年版）
- 《你不知道的斗數》（桂氏文化二○一四年版）
- 《斗數該這樣論》（桂氏文化二○一四年版）

### 易卦系列
- 《野鶴老人占卜全書基礎篇》（上下兩冊，大冠二○○八年版）

### 其他部分
- 《關公做天公》（高雄河畔一九八一年版）
- 《現代命理現代人》（共五冊，天相絕版）
- 《拆穿鐵算盤》（原名：揭開鐵板神數的秘密。龍吟一九九四年版，大冠二○○五年修訂版）
- 《當陳希夷遇到董慕節》（龍吟一九九四年版）
- 《推背圖是假的》（禾馬一九九五年版）
- 《豬哥亮娶某》（禾馬一九九五年版）
- 《推翻姓名學》（禾馬一九九七年修訂版）
- 《陰間遊覽車》（禾馬一九九七年版）
- 《顛覆命運》（蓮花一九九八年版）
- 《蘇東坡的主張》（桂氏文化二○一一年版）
- 《桃花盛開》（桂氏文化二○一一年版）
- 《劫數難逃》（桂氏文化二○一一年版）
- 《魔鬼方程式》（桂氏文化二○一一年版）